# غاريث روبرتس (لاعب اتحاد الرغبي)
غاريث روبرتس (بالإنجليزية: Gareth Roberts)‏ هو لاعب اتحاد الرغبي بريطاني، ولد في 15 يناير 1959 في سوانزي في المملكة المتحدة.

## وصلات خارجية
- غاريث روبرتس عل موقع إسبنسكروم (الإنجليزية)
- غاريث روبرتس على موقع ItsRugby.co.uk (الإنجليزية)